# Jon García
Artikeln följer den spanska namnseden; faderns efternamn är García och moderns efternamn Aguado.
Jon García Aguado, född 22 september 1977 i Durango, är en spansk taekwondoutövare. 

## Karriär
Vid EM 2000 i Patras tog García silver i 84 kg-klassen efter en finalförlust mot tyske Faissal Ebnoutalib. Vid VM 2001 i Jeju tog han brons i 84 kg-klassen. Vid EM 2002 i Samsun tog García också brons i 84 kg-klassen.
Vid olympiska sommarspelen 2004 i Aten tävlade García i +80 kg-klassen. Han besegrade bosniske Zoran Prerad i den första omgången men förlorade sedan i kvartsfinalen mot sydkoreanske Moon Dae-sung och det blev även förlust i återkvalet mot kazakiske Adilchan Sagindjkov.
García tog silver i 84 kg-klassen vid VM 2005 i Madrid efter en finalförlust mot sydkoreanske Oh Seon-Taek. Vid EM 2005 i Riga tog han guld i 84 kg-klassen efter att ha besegrat turkiske Bahri Tanrıkulu i finalen. Vid EM 2006 i Bonn försvarade García sitt EM-guld efter att återigen besegrat Bahri Tanrıkulu i finalen.
Vid olympiska sommarspelen 2008 i Peking tävlade García i +80 kg-klassen, där han blev utslagen i den första omgången av uzbekiske Akmal Irgasjev. Vid EM 2010 i Sankt Petersburg tog García brons i 87 kg-klassen. Vid VM 2011 i Gyeongju tog han även brons i 87 kg-klassen.